# 沖津武晴
沖津武晴（おきつ たけはる、1945年8月5日 - ）は日本の大蔵官僚。

## 来歴
熊本県熊本市出身（父母も熊本県）。熊本県立熊本高等学校から東京大学文科一類に入学。東京大学法学部卒業。1968年 大蔵省入省（国際金融局国際機構課）。入省同期に林正和（日本取引所グループ取締役取締役会議長、日本取引所自主規制法人理事長、財務事務次官、主計局長、大臣官房長、経済企画庁長官官房長）、溝口善兵衛（島根県知事、財務官、国際局長、大臣官房長、大臣官房総務審議官、主計局次長（次席））、尾原栄夫（国税庁長官、主税局長）、田谷廣明（東京税関長）、堀田隆夫（JT副社長、造幣局長、証券取引等監視委員会事務局長、国税庁次長）、村田吉隆（衆議院議員、国家公安委員長兼防災担当大臣、大蔵総括政務次官）らがいる。
1973年7月 佐世保税務署長。課長補佐時代は国際金融局、関税局、外務省在オーストラリア大使館で勤務。1989年6月 理財局国債課長。1990年6月29日 福岡財務支局長。1992年6月 日本たばこ産業（JT）不動産部長。1994年7月1日 理財局次長（国有財産担当）。1995年7月 税務大学校長。1996年7月12日 退官。2001年6月 電源開発（株）取締役（財務部）。2004年6月 高砂香料工業（株）常勤監査役。

## 略歴
- 1968年4月：大蔵省入省（国際金融局国際機構課）[3]。
- 1969年10月：名古屋国税局調査査察部。
- 1970年8月：大臣官房調査企画課。
- 1971年7月：理財局地方資金課。
- 1972年7月：理財局資金課企画係長[4]。
- 1973年7月：佐世保税務署長。
- 1974年7月：国際金融局企画課長補佐（銀行）心得[5]。
- 1975年7月：国際金融局企画課長補佐（企画）[6]。
- 1976年7月：関税局企画課長補佐（税率・総括）[7]。
- 1978年7月：関税局付（外務研修）。
- 1979年4月：外務省在オーストラリア大使館一等書記官。
- 1982年6月：関税局企画課長補佐（総括）[8]。
- 1983年6月：大臣官房企画官 兼 関税局総務課。
- 1984年6月：公正取引委員会事務局官房企画課長。
- 1986年7月：大臣官房企画官 兼 総理府臨時教育審議会事務局主任調査員。
- 1987年7月：大臣官房参事官（理財局担当）。
- 1989年6月：理財局国債課長。
- 1990年6月29日：福岡財務支局長。
- 1992年6月：日本たばこ産業（JT）不動産部長。
- 1994年7月1日：理財局次長（国有財産担当）。
- 1995年7月：税務大学校長。
- 1996年7月12日：退官。
- 2015年11月：瑞宝中綬章受章[9]。